# Elga
Elga är ett släkte av trollsländor. Elga ingår i familjen segeltrollsländor.
Kladogram enligt Catalogue of Life:
| Elga | \| \| Elga leptostyla \| \| \| \| \| \| Elga newtonsantosi \| \| \| \| |
|      | \| \| Elga leptostyla \| \| \| \| \| \| Elga newtonsantosi \| \| \| \| |
|      | Elga leptostyla                                                        |
|      |                                                                        |
|      | Elga newtonsantosi                                                     |
|      |                                                                        |